# Chiesa del Rosario (Bosa)
La chiesa di Nostra Signora del Rosario, nota come chiesa del Rosario o oratorio del Rosario, è un edificio di culto che si trova a Bosa, nel corso Vittorio Emanuele II.
L'edificio attuale, profondamente rimaneggiato nel XIX secolo, sorge su una chiesa più antica, di cui resta probabilmente solo il portale, in stile manierista, incorniciato da lesene e architrave decorato con motivo a punte di diamante, sormontato da un timpano curvo, spezzato, all'interno del quale si inserisce l'immagine della Madonna col Bambino.
La parte superiore della facciata appare ispirata al prospetto della chiesa del Carmine. Divisa in tre specchi da lesene con capitelli ionici, presenta al centro una finestra ad arco a tutto sesto, sormontata dal 1875 dal grande orologio pubblico bifacciale. Al di sopra si eleva uno slanciato campanile a vela.
Il semplice interno, con volte a crociera, ospita quattro altari laterali in stucco dipinto.

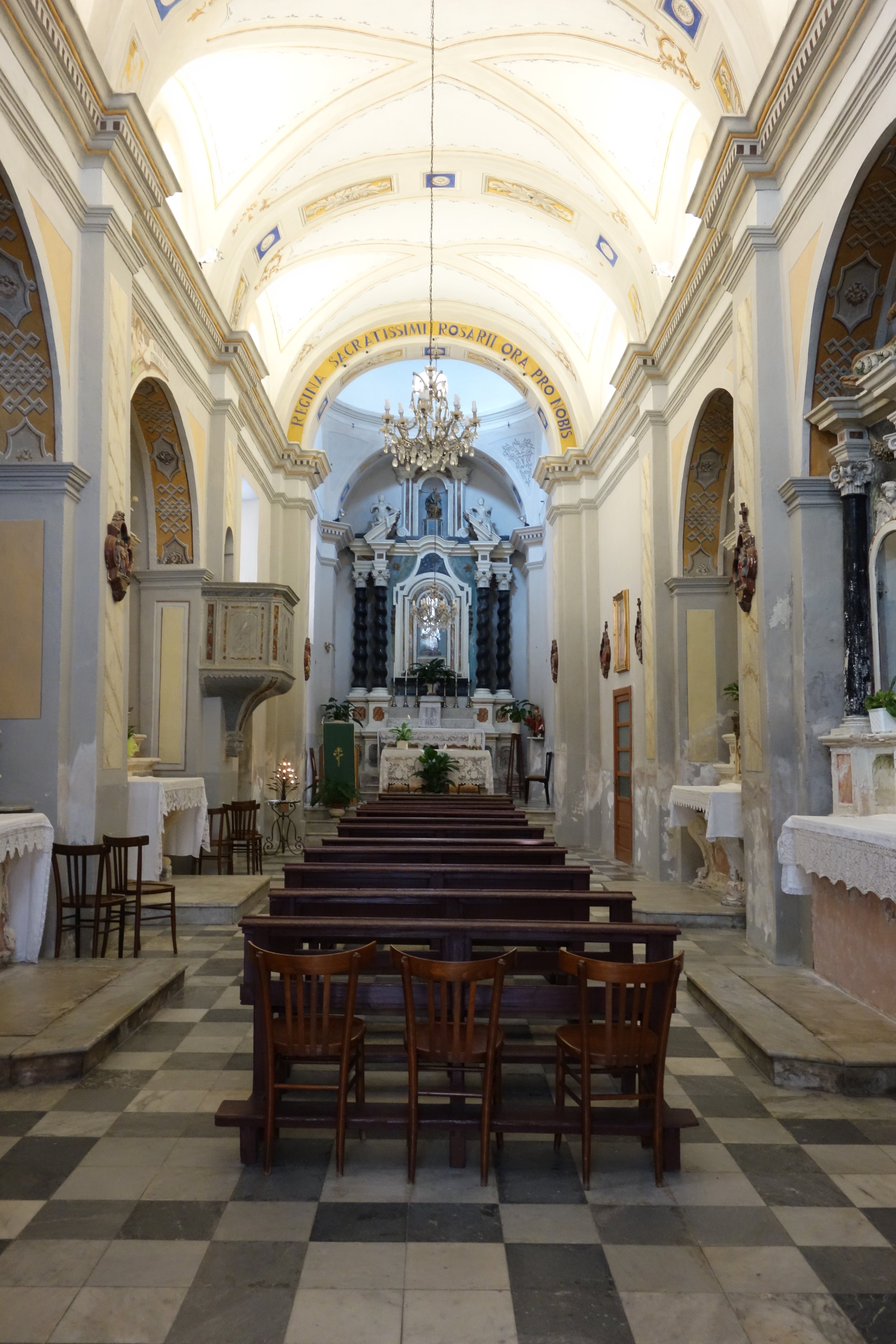
Chiesa del Rosario (Bosa), all'interno